# Biełorieczensk
Biełorieczensk (ros. Белореченск) – miasto w Rosji, w Kraju Krasnodarskim, centrum administracyjne rejonu biełorieczenskiego.
Miasto położone jest nad rzeką Biełą, 90 km od Krasnodaru i 12 km od Majkopa, przy linii kolejowej Armawir-Tuapse, na przedgórzu. Miejscowość założona w 1861/1862 przez kozaków kubańskich, od 1958 status miasta.

## Nauka i oświata
W mieście znajduje się filia Adygiejskiego Uniwersytetu Państwowego.

## Sport
- Chimik Biełorieczensk - klub piłkarski[4]